# Lista episoadelor din Akame ga Kill!
Lista episoadelor din Akame ga Kill! arată episoadele al seriei anime Akame ga Kill! ce se bazează pe seria manga Akame ga Kill! de Takahiro care sunt regizate de Tomoki Kobayashi și produse de Square Enix și TV Tokyo și au început să fie difuzate pe data de 7 iulie 2014 la TV Tokyo și s-au încheiat la data de 15 decembrie 2014.

## Lista episoadelor
| Nr. Ep. Original | Nr. Ep. Serie | Nr. Ep. Sezon | Titlu                              | Apariție           |
| ---------------- | ------------- | ------------- | ---------------------------------- | ------------------ |
| 1                | 1             | 1             | Ucide întunericul                  | 7 iulie 2014       |
| 2                | 2             | 2             | Ucide autoritatea                  | 14 iulie 2014      |
| 3                | 3             | 3             | Ucide grijile tale                 | 21 iulie 2014      |
| 4                | 4             | 4             | Ucide utilizatorul armei imperiale | 28 iulie 2014      |
| 5                | 5             | 5             | Ucide visul tău                    | 4 august 2014      |
| 6                | 6             | 6             | Ucide justiția absolută            | 11 august 2014     |
| 7                | 7             | 7             | Ucide pe cei trei - Partea 1       | 18 august 2014     |
| 8                | 8             | 8             | Ucide pe cei trei - Partea 2       | 25 august 2014     |
| 9                | 9             | 9             | Ucide fanaticul luptei             | 1 septembrie 2014  |
| 10               | 10            | 10            | Ucide tentația                     | 8 septembrie 2014  |
| 11               | 11            | 11            | Ucide savantul nebun               | 15 septembrie 2014 |
| 12               | 12            | 12            | Ucide nou-veniții                  | 22 septembrie 2014 |
| 13               | 13            | 13            | Ucide neplăcerile                  | 29 septembrie 2014 |
| 14               | 14            | 14            | Ucide giganta bestie periculoasă   | 6 octombrie 2014   |
| 15               | 15            | 15            | Ucide organizația religioasă       | 13 octombrie 2014  |
| 16               | 16            | 16            | Ucide marionetele                  | 20 octombrie 2014  |
| 17               | 17            | 17            | Ucide blestemul                    | 27 octombrie 2014  |
| 18               | 18            | 18            | Ucide demonul                      | 3 noiembrie 2014   |
| 19               | 19            | 19            | Ucide destinul                     | 10 noiembrie 2014  |
| 20               | 20            | 20            | Ucide masacrul                     | 17 noiembrie 2014  |
| 21               | 21            | 21            | Ucide disperarea                   | 24 noiembrie 2014  |
| 22               | 22            | 22            | Ucide sora mai mică                | 1 decembrie 2014   |
| 23               | 23            | 23            | Ucide împăratul                    | 8 decembrie 2014   |
| 24               | 24            | 24            | Akame este moartea!                | 15 decembrie 2014  |